# Cyrtodactylus rosichonariefi
Cyrtodactylus rosichonariefi es una especie de gecos de la familia Gekkonidae.

## Distribución geográfica yhábitat
Es endémica de las selvas pantanosas al sur de la isla Natuna Besar (Indonesia). Su rango altitudinal oscila alrededor de 80 m s. n. m..